# Sapphirina angusta
Sapphirina angusta is een eenoogkreeftjessoort uit de familie van de Sapphirinidae. De wetenschappelijke naam van de soort is voor het eerst geldig gepubliceerd in 1849 door Dana.